# 长尾地鸫
长尾地鸫（学名：Zoothera dixoni）为鶲科地鸫属的鸟类。分布于尼泊尔、不丹、缅甸、泰国、越南以及中国大陆的西藏、青海、四川、云南、贵州等地，常见于在西藏栖于海拔3800米左右的针叶林或灌丛间、在青海活动于河谷杨树林下或黑刺灌丛中的地面上以及在贵州仅见于海拔700米的山上。该物种的模式产地在尼泊尔及印度Darjeeling。